# Chlosyne gabbii
Chlosyne gabbii is een vlinder uit de familie Nymphalidae. De wetenschappelijke naam van de soort is voor het eerst geldig gepubliceerd in 1863 door Hans Hermann Behr.